# Спишске-Ганушовце
Спишске-Ганушовце (словац. Spišské Hanušovce) — село и одноимённая община в районе Кежмарок Прешовского края Словакии. В письменных источниках начинает упоминаться с 1278 года.

## География
Село расположено в западной части края, в пределах горного массива Спишска-Магура, на берегах реки Рьеки, при автодороге 542. Абсолютная высота — 609 метров над уровнем моря. Площадь муниципалитета составляет 14,3 км².

## Население
| Год:                | 1994 | 2004    | 2014     | 2024    |
| ------------------- | ---- | ------- | -------- | ------- |
| Количество человек: | 669  | 651     | 757      | 781     |
| Разница:            |      | −2,69 % | +16,28 % | +3,17 % |

По данным последней официальной переписи 2011 года, численность населения Спишске-Ганушовце составляла 758 человек.
Национальный состав населения (по данным переписи населения 2011 года):
| Национальность | Численность, человек |
| -------------- | -------------------- |
| словаки        | 740                  |
| поляки         | 3                    |
| немцы          | 2                    |
| не указана     | 4                    |